# Czepek pływacki

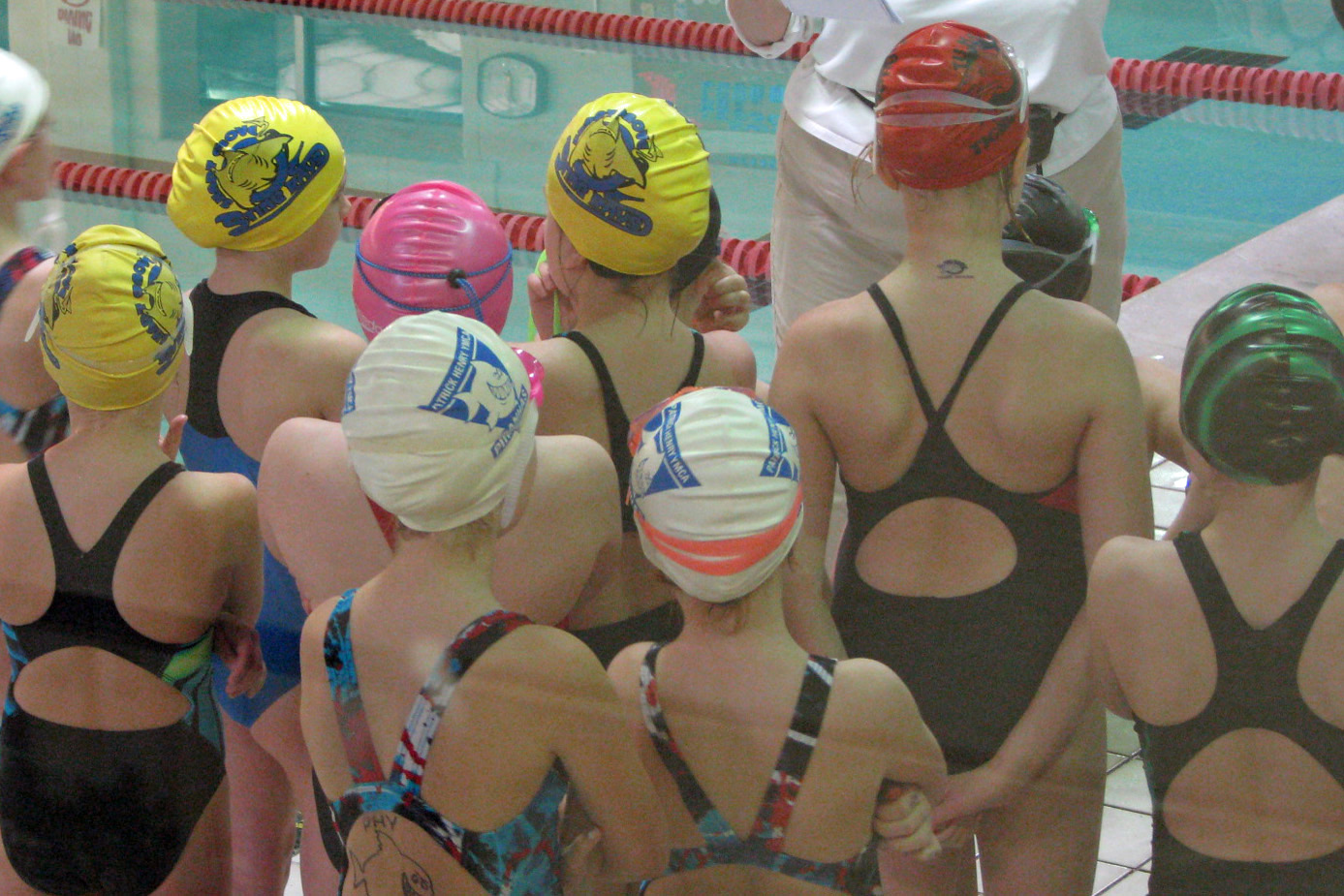
Czepki pływackie w różnych kolorach

Czepek pływacki – noszone przez pływaków nakrycie głowy, przeważnie z nieprzepuszczalnego dla wody materiału. Służy do ochrony przed zamoczeniem włosów (zwłaszcza w chlorowanej wodzie) i uszu. W niektórych basenach używanie czepków jest wymagane, aby wypadające w wodzie włosy nie zanieczyszczały filtrów wody. Profesjonalni pływacy mogą także zakładać czepki w celu zmniejszenia oporu wody. Czepki mogą mieć różne kolory i być wykonane z różnych materiałów: gumy, silikonu czy tkaniny.